# Efferia obscura
Efferia obscura är en tvåvingeart som först beskrevs av Macquart 1838.  Efferia obscura ingår i släktet Efferia och familjen rovflugor. Inga underarter finns listade i Catalogue of Life.